# Baidoa
Baidoa (ook: Baidabho, Baidabo, Iscia Baidoa, Isha Baydabo, Isha Baydhaba, Isha Baydhabo, Байдоа, Somalisch: Baydhabo) is een van de grotere steden in Somalië en is de hoofdplaats van het district Baidoa en van de regio Bay. De stad telt naar schatting 135.000 inwoners (2007).

## Klimaat
Baidoa heeft een tropisch savanneklimaat met een gemiddelde jaartemperatuur van 26,4°C. De warmste maand is maart met een gemiddelde temperatuur van 28,6°C; juli is het koelste, gemiddeld 24,4°C. De jaarlijkse neerslag bedraagt 566 mm (ter vergelijking: in Nederland ca. 800 mm). Er zijn twee uitgesproken regenseizoenen, april-mei en oktober-november. In de perioden daartussen (juni-september en december-maart) zijn twee droge seizoenen. De natste maand is april; er valt dan ca. 163 mm neerslag.  

## Geboren in Baidoa
- Nuruddin Farah, schrijver